# Compañía de Desarrollo de Caña de Azúcar y Subproductos
La Compañía de Desarrollo de Caña de Azúcar y Subproductos (en persa: شرکت توسعه نیشکر و صنایع جانبی‎) es una empresa holding iraní que opera en el campo de la Industria azucarera y sus subproductos. Esta compañía se ubica en la provincia de Juzistán. La Compañía de Desarrollo de Caña de Azúcar tiene siete subsidiarias con una capacidad total de producción de 700.000 toneladas de azúcar por año. Los nombres de estas siete subsidiarias son: Salman Farsi, Hakim Farabi, Imam Jomeini, Amir Kabir, Da'bal Jazaei, Mirza Kuchak Jan y Dehkhoda. En 2021, la Compañía Agroindustrial de Caña de Azúcar Haft Tappeh fue tomada de su propietario privado por una resolución judicial, y su gestión fue entregada a la empresa holding de Desarrollo de Caña de Azúcar y Subproductos.

## Historia
Considerando la necesidad de azúcar en Irán, se formó el Consejo del Azúcar en 1983. A través de estudios realizados por el Fondo de Estudios del Azúcar desde 1984 hasta 1986, se aprobó la necesidad de establecer la Compañía de Desarrollo de Caña de Azúcar y Subproductos por la Asamblea Consultiva Islámica. Debido a la necesidad de azúcar de Irán y para evitar su importación, la Compañía de Desarrollo de Caña de Azúcar y Subproductos se estableció en 1990 en Ahvaz. Basado en una resolución de la Asamblea Consultiva Islámica de Irán, el Ministerio de Agricultura estuvo obligado a establecer 7 unidades agroindustriales de caña de azúcar en tierras con un área de 84.000 hectáreas para lograr la autosuficiencia en el suministro de azúcar de Irán. También tuvo que construir refinerías de azúcar, plantas de alimentación para ganado, fábricas de Tablero de fibra de densidad media (MDF), fábricas de papel y plantas de biotecnología necesarias, como levadura y alcohol, con la capacidad adecuada.

## Subsidiarias

### Salman Farsi
La Compañía Agroindustrial Salman Farsi es una de las subsidiarias de la empresa holding de Desarrollo de Caña de Azúcar y Subproductos. Esta compañía se ubica en un área de aproximadamente 12.000 hectáreas en las tierras al este del río Karún y a 40 kilómetros al suroeste de la carretera Ahvaz-Abadán. La Compañía Salman Farsi tiene la capacidad de producir 100.000 toneladas de caña de azúcar en cada temporada de cultivo y 100.000 toneladas de Azúcar moreno.

### Hakim Farabi
La Compañía Agroindustrial de Caña de Azúcar Hakim Farabi es una de las ocho subsidiarias de la Compañía de Desarrollo de Caña de Azúcar y Subproductos, establecida en 1994. La Compañía Hakim Farabi se encuentra en el kilómetro 30 de la carretera Ahvaz-Abadán, al este del río Karún. El área de sus tierras cultivadas es de aproximadamente 15.000 hectáreas y sus principales objetivos son el cultivo de caña de azúcar, la producción de Azúcar moreno y azúcar refinada (blanca), piensos para ganado y papel.

### Imam Jomeini
La Compañía Agroindustrial de Caña de Azúcar Imam Jomeini es una de las ocho subsidiarias de la Compañía de Desarrollo de Caña de Azúcar y Subproductos. Está ubicada en la región de Shuaybiyeh del condado de Shushtar, entre el río Shatit (una rama del río Karún) y el río Dez, a 30 kilómetros al sur del condado de Shushtar. El área aproximada de la compañía es de 15.300 hectáreas, delimitada por las colinas del norte de la llanura de Shuaybiyeh al norte, el río Dez al oeste, el río Shatit al este y las tierras de la Compañía Agroindustrial Dehkhoda al sur. La longitud de sus tierras cultivadas es de aproximadamente 34 kilómetros, con un ancho que varía de un mínimo de 5 kilómetros a un máximo de 15 kilómetros.

### Amir Kabir
La Compañía Agroindustrial de Caña de Azúcar Amir Kabir, una de las ocho subsidiarias de la Compañía de Desarrollo de Caña de Azúcar y Subproductos, se encuentra en el kilómetro 45 de la carretera Ahvaz-Jorramchar. El área bruta de las tierras de esta agroindustria es de 15.000 hectáreas y el área neta es de 12.000 hectáreas. La Compañía Agroindustrial de Caña de Azúcar Amir Kabir se inauguró en 2000. Esta compañía produce Azúcar moreno y azúcar refinada (blanca).

### Da'bal Jazaei
La Compañía Agroindustrial de Caña de Azúcar Da'bal Jazaei es una de las subsidiarias de la empresa holding de Desarrollo de Caña de Azúcar y Subproductos que opera en el campo de los productos de caña de azúcar. Esta compañía se ubica en un área de 12.000 hectáreas en las tierras al este del río Karún y a 25 kilómetros al sureste de la carretera Ahvaz-Abadán. Esta compañía tiene una capacidad de producción de 100.000 toneladas de Azúcar moreno y 175.000 toneladas de azúcar refinada (blanca) por año.

### Mirza Kuchak Jan
La Compañía Agroindustrial de Caña de Azúcar Mirza Kuchak Jan es una de las ocho subsidiarias de la empresa holding de Desarrollo de Caña de Azúcar y Subproductos que opera en el campo del cultivo de caña de azúcar y sus productos. Esta compañía se encuentra a 75 kilómetros al suroeste de Ahvaz, entre el río Karún y la carretera Ahvaz-Jorramchar. Las tierras de esta compañía fueron recuperadas del ejército iraquí junto con Jorramchar durante la Operación Beit ol-Moqaddas en mayo-junio de 1982.

### Dehkhoda
La Compañía Agroindustrial de Caña de Azúcar Dehkhoda es una de las subsidiarias de la empresa holding de Desarrollo de Caña de Azúcar y Subproductos. Esta compañía se ubica en un área de 11.369 hectáreas al norte de Ahvaz, entre la carretera de Andimeshk y el río Karún, en el kilómetro 23 de la carretera Doghagholeh. La capacidad de producción de esta compañía es de 100.000 toneladas de Azúcar moreno, 175.000 toneladas de azúcar refinada (blanca), de 30 a 38.000 toneladas de melaza y sus productos, y 330.000 toneladas de bagazo. La Compañía Dehkhoda se estableció con inversiones del Banco Saderat y el Banco Melli.

### Haft Tappeh
La Compañía Agroindustrial de Caña de Azúcar Haft Tappeh era un proyecto nacional bajo propiedad del Ministerio de Agricultura desde su establecimiento. Esta compañía fue inaugurada el 9 de diciembre de 1961 en presencia de Mohammad Reza Pahleví, Ali Amini (primer ministro) y Arsanjani (ministro de Agricultura). El 22 de diciembre de 1975, los estatutos de la Compañía Azucarera Haft Tappeh afiliada al Ministerio de Agricultura, con un capital inicial de 4 mil millones de riales, fueron aprobados por la Asamblea Consultiva Nacional. Según la ley, el gobierno estaba obligado a valorar la compañía y vender hasta el 99% de sus acciones. Después de la Revolución Islámica, la Compañía Azucarera Haft Tappeh fue entregada a la Organización Nacional de Industrias de Irán, y la compañía volvió a estar totalmente controlada por el Ministerio de Industria, Minas y Comercio. Años después, esta compañía fue encomendada a la Organización de Desarrollo y Renovación Industrial de Irán (IDRO). La reducción de los aranceles de importación de azúcar causó enormes pérdidas para esta compañía. En 2015, la Organización de Privatización de Irán transfirió la Compañía Azucarera Haft Tappeh a través de un trato a dos empresas privadas llamadas Zeus y Aryak. El valor de este trato fue de 2.910 mil millones de riales, pero los compradores solo pagaron 60 mil millones de riales en efectivo, y la deuda restante se fraccionó en ocho cuotas anuales.
Desde el principio, hubo dudas y sospechas sobre la forma de privatización de la empresa. Los problemas de los trabajadores de Haft Tappeh también comenzaron después de la privatización de la empresa, hasta el punto de que sus salarios siempre se pagaban con algunos meses de retraso después de la privatización. Esto llevó al inicio de las protestas de los trabajadores.
Después de varios años de protestas de los trabajadores, finalmente algunos representantes del parlamento de Teherán reaccionaron ante las protestas de los trabajadores de la Compañía Haft Tappeh.
Finalmente, en septiembre-octubre de 2021, la gestión de la Compañía Agroindustrial de Caña de Azúcar Haft Tappeh fue entregada por la Organización de Desarrollo y Renovación Industrial de Irán a la Compañía de Desarrollo de la Caña de Azúcar y Subproductos. Desde entonces, la Compañía Agroindustrial de Caña de Azúcar Haft Tappeh se ha convertido en la octava unidad agroindustrial azucarera bajo la empresa holding de Desarrollo de la Caña de Azúcar y Subproductos.

## Accionistas
El 40% de las acciones de la Compañía de Desarrollo de la Caña de Azúcar y Subproductos pertenece al Banco Saderat Irán, el 40% al Banco Melli Irán y el 20% al Ministerio de Agricultura Yihad que representa al gobierno.

## Desarrollo de la Caña de Azúcar y COVID-19
La Compañía de Desarrollo de la Caña de Azúcar tiene la mayor empresa productora de alcohol de Irán. Esta compañía suministra una porción significativa de los productores de desinfectantes de Irán durante el brote de coronavirus.